# Цисплатин

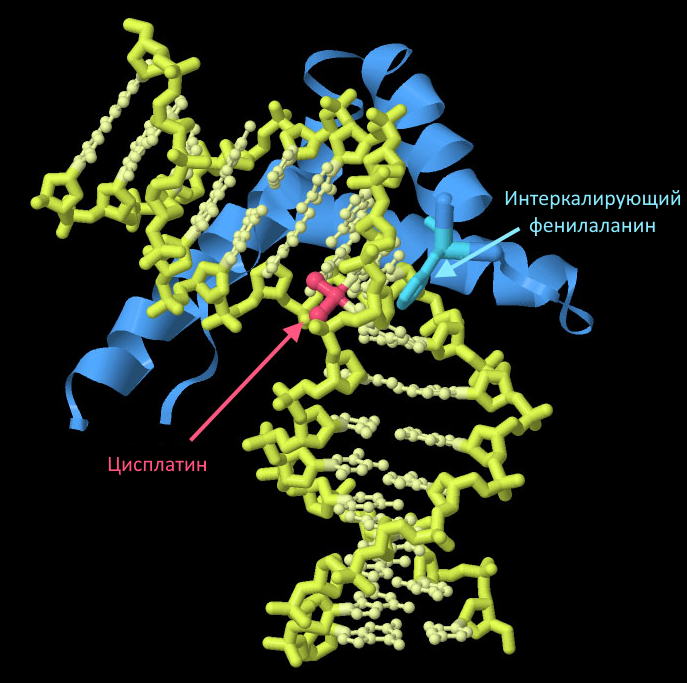
Цисплатин (красный цвет) сшивает ДНК (жёлтый цвет), связывая соседние гуаниновые основания на цепи. Эти поперечные связи изгибают ДНК. Белки c HMG-доменом (синий цвет) имеют сродство с изогнутой ДНК и, таким образом, связываются с ДНК, изогнутой в результате действия цисплатина. При этом остаток фенилаланина интеркалирует в двойную спираль ДНК в районе изгиба.

Цисплати́н — цитотоксический препарат, неорганическое вещество, комплексный хлорид-аммиакат двухвалентной платины, цис-[Pt(NH3)2Cl2] (цис-диамминдихлороплатина (II), соль Пейроне). В медицине применяется как противоопухолевое средство при лечении рака яичка.
Цисплатин близок по строению к платину — цис-дигидроксидиаминдихлороплатине (II).
Это вещество обладает выраженными цитотоксическими, бактерицидными и мутагенными свойствами. В основе его биологического действия, по общепризнанному мнению, лежит способность соединения образовывать прочные специфические связи с ДНК.
Противораковая активность цисплатина была обнаружена Барнеттом Розенбергом (англ. Barnett Rosenberg) в 1965 году.
В России цисплатин включен в Перечень ЖНВЛС.
Другие названия этого вещества, используемые в научной и медицинской литературе: хлорид Пейроне, хлорид Пейрона, цис-диамминдихлорплатина(II), цис-диамминдихлорплатина, цис-ДДП, цис-платина(II), CDDP, CPDD, CACP, CPDC, DDP, DDPt, cispt(II), неоплатин, платинол, dCDP, цисплатил, платибластил, PT01, NSC-119875.

## История
Цисплатин впервые получен итальянским химиком Микеле Пейроне (1813–1883) в 1845 году.
Структура определена Альфредом Вернером в 1893.
Цитотоксическое действие соединений платины открыто Б. Розенбергом в начале 1960-х годов при наблюдении влияния электрического тока на рост бактерий. В опытах Розенберга образующиеся при электрохимической коррозии платиновых электродов комплексные соединения платины вызывали нарушение деления и гибель клеток кишечной палочки.
В экспериментах с попытками лечения рака электрическим током учёные обнаружили, что наиболее выраженным биологическим действием обладает образующееся в месте контакта электрода с живой тканью вещество  цис-дихлородиамминплатина, позже получившее название «цисплатин». Последующие испытания на мышах выявили противоопухолевую активность этого соединения. Однако в первых экспериментах на людях этот эффект не подтвердился, кроме того были выявлены серьёзные побочные эффекты этого препарата.
Норвежская врач—онколог С. Фоссо в конце 1960-х принимала участие в исследовании цисплатина как потенциального препарата для лечения рака яичка, и для этого вида опухоли препарат показал эффективность. В небольшой группе — 11 испытуемых пациентов с раком яичка — у девяти из них опухоль перестала расти, общее состояние улучшилось и в итоге болезнь отступила. В дальнейшем терапия цисплатином стала широко использоваться при раке яичка, в том числе метастатирующем.

## Фармакологическое действие
Механизм действия подобен действию других алкилирующих препаратов и заключается в нарушении функций ДНК, вызванном химическим повреждением оснований ДНК. Химическое повреждение ДНК («платиновый аддукт») образуется путём образования координационных связей между атомом платины и двумя основаниями ДНК (преимущественно гуаниновыми), в результате чего в ДНК образуются внутри- и межнитевые сшивки. На клеточном уровне цисплатин вызывает нарушение репликации ДНК и транскрипции, что ведёт к задержке клеточного цикла и апоптозу.

## Фармакокинетика
Цисплатин плохо проникает через ГЭБ. Быстро метаболизируется путём неферментативного превращения в неактивные метаболиты. Связывание с белками (в виде метаболитов) составляет 90 %.
Период полувыведения T1/2 в начальной фазе составляет 25—49 мин; в конечной фазе при нормальной выделительной функции почек — 58—73 ч, при анурии — до 240 ч. Выводится почками, 27—43 % через 5 дней; платину можно обнаружить в тканях в течение 4 мес после введения.

## Показания
Герминогенная опухоль яичка или яичников, рак яичников, рак тела матки, саркома матки, рак шейки матки и фаллопиевых труб, рак почечной лоханки и мочеточников, рак мочевого пузыря и уретры, рак простаты и полового члена, остеогенная саркома, саркома Юинга, нейробластома, ретинобластома, саркома мягких тканей, лимфома, хорионкарцинома матки, медуллобластома, рак кожи, меланома, опухоль головы и шеи, рак пищевода, рак легкого, рак желудка, рак толстой кишки, злокачественная тимома, мезотелиома.

## Побочные действия
Со стороны пищеварительной системы: тошнота, рвота, стоматит, анорексия.
Со стороны системы кроветворения: лейкопения, анемия, тромбоцитопения.
Со стороны ЦНС: судороги, периферическая невропатия, неврит зрительного нерва, нарушения цветовосприятия, ототоксичность.
Со стороны обмена веществ: гиперурикемия, гипокальциемия, гипомагниемия, синдром неадекватной секреции АДГ.
Со стороны репродуктивной системы: аменорея, азооспермия.
Со стороны сердечно-сосудистой системы: тахикардия, артериальная гипотензия.
Аллергические реакции: кожная сыпь, ангионевротический отек, осиплость голоса.
Прочие: нефротоксическое действие. Ототоксичен (может ухудшать слух).

## Противопоказания
Выраженные нарушения функции почек, нарушение слуха, полиневрит, угнетение гемопоэза, беременность, повышенная чувствительность к цисплатину.

### Беременность и лактация
Цисплатин противопоказан при беременности. Женщины детородного возраста во время терапии цисплатином должны применять надёжные методы контрацепции. В экспериментальных исследованиях установлено тератогенное и эмбриотоксическое действие цисплатина.
При необходимости применения в период лактации следует решить вопрос о прекращении грудного вскармливания.

## Безопасность
Смертельно опасен.
Цисплатин нефротоксичен, первые проявления нефротоксического действия цисплатина возникают на 2-й неделе после введения и проявляются повышением уровней креатинина, мочевой кислоты, остаточного азота и/или снижением КК. Для уменьшения нефротоксичности перед началом лечения рекомендуют провести в/в инфузию 0,9 % раствора натрия хлорида или 5 % раствора глюкозы и дополнительно назначить маннитол.
В экспериментальных исследованиях установлено канцерогенное и мутагенное действие цисплатина.

## Качественная реакция
Тест Курнакова используется для качественного определения цисплатина.